# کرامولین (ناحیه پلزن-جنوبی)
کرامولین (به چکی: Kramolín) یک منطقهٔ مسکونی در جمهوری چک است که در Plzeň-South District واقع شده‌است. کرامولین ۳٫۶۷ کیلومتر مربع مساحت و ۱۰۸ نفر جمعیت دارد و ۵۲۸ متر بالاتر از سطح دریا واقع شده‌است.